# Josef Lohninger
Josef Lohninger (* 8. Mai 1866 in Weißenkirchen im Attergau; † 19. März 1926 ebenda) war ein österreichischer Geistlicher und Rektor des Santa Maria dell’Anima von 1913 bis 1923/1937.

## Leben
Josef Lohninger stammte aus der Ehe von Peter Lohninger (1837–1910) und Anna Lohninger geb. Birglehner (1834–1904); er hatte zwei Geschwister. Lohninger studierte Katholische Theologie am Priesterseminar in Linz und empfing am 28. Juli 1889 die Priesterweihe. Er war zunächst in der Linzer Stadtpfarre, dann als Kaplan in St. Georgen im Attergau und in Urfahrtätig. 1892 wurde er Konsistorialsekretär im Linzer Ordinariat. 1892 wurde er Kaplan in Santa Maria dell’Anima in Rom, wo er 1896 zum Dr. theol. promoviert wurde und kurz darauf Provisor und dann Pfarrer von Unterach am Attersee.
1902 erfolgte durch Kaiser Franz Joseph die Ernennung zum Rektor des „Deutschen Nationalinstitutes“ S. Maria dell’Anima in Rom, des heutigen Päpstliches Institut Santa Maria dell’Anima. 1913 wurde Lohninger Domherr in Linz, kurz darauf Domdechant von Linz.
Er wurde zudem bekannt als Forscher, Historiker und Schriftsteller, vor allem für die Region des Attergaus.

## Ehrungen und Auszeichnungen
- Ernennung zum Päpstlichen Hausprälaten
- Ernennung zum Apostolischen Protonotar
- Komturkreuz des Franz-Joseph-Ordens
- Ehrendomherr der Basilika vom Heiligen Haus in Loreto
- Ritter des königlich-bayerischen Verdienst-Ordens vom hl. Michael
- Komturkreuz des königlich-preußischen Kronen-Ordens

## Schriften
- S. Maria dell’Anima, die Deutsche Nationalkirche in Rom, 1909
- Die Pfarrkirche von St. Georgen im Aterga, 1913, unter dem Pseudonym Dr. J. L. Atergovius
- Das Wirken der Gesellschaft Jesu seit der Wiederherstellung im Jahre 1814 in Oberösterreich, 1914
- Oberösterreichs Werdegang, 1917